# Трансбункер
«Трансбу́нкер» — российская нефтяная компания, лидер рынка бункеровки судов.
Основана в 1991 году.
Владельцы компании — физические лица Иосиф Сандлер, Сергей Пугачев (председатель совета директоров «Трансбункера»), вместе контролирующие пакет более 75 % акций головной компании группы — Tanor SA. Оставшийся пакет — у иностранных инвесторов, включая партнера «Трансбункера» — британскую компанию Daxin.

## Деятельность
Головная структура компании Tanor SA (Швейцария), которой подчиняются четыре субхолдинга — владелец основных активов группы Transbunker Capital Ltd (Кипр), отвечающая за коммерческую и техническую эксплуатацию Transbunker Management Ltd (Кипр), субхолдинг, отвечающий за зарубежные трейдинговые операции и его аналог для российских операций Transbunker Holding Ltd (Москва).
Компании принадлежит 12 судов, пять нефтебаз, нефтеперерабатывающий завод в Ванино. Бункеровка судов осуществляется в портах Дальнего Востока (Ванино, Холмск, Корсаков, Находка, Владивосток), Украины (порт Южный, Рени), Новороссийск, Туапсе, Тамань, порт Кавказ. Помимо бункеровки, компания занимается оптовой торговлей нефтепродуктами.